# Calvé
Кальве́ (фр. Calvé, МФА: [kalˈve], нидерл. Calvé, МФА: [kɑlˈve:]) — торговая марка компании Unilever, под которой продаются майонезы, кетчупы, соусы, супы и некоторые другие продукты.

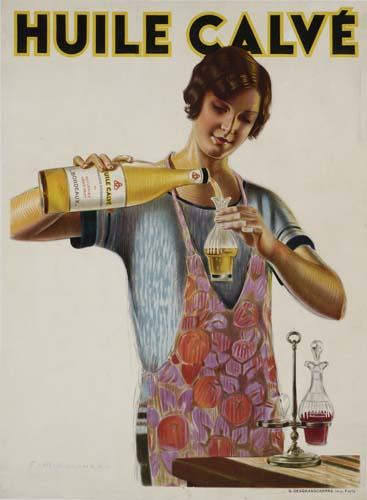
Постер «Масло Calvé», 1930 год

Впервые торговая марка использована в 1898 году для растительного масла производства нидерландской фабрикой ван Маркена, объединившейся с французской компанией семьи Кальве (Calvé). С 1924 года начато производство кухонной посуды под этой маркой. В 1928 году произошло слияние с компанией Margarine Unie, которая в 1929 году, объединившись с английской компанией Lever Brothers, образовала Unilever. В период 1928—1940 годов марку получили майонезы, масло для салатов, позднее — соусы, кетчупы и другие продукты.
По состоянию на 2010-е годы марка используется только для продукции, реализуемой в Нидерландах, Испании, Италии, Швейцарии, Турции, Румынии, Белоруссии, России и на Украине, на глобальном сайте Unilever не присутствует даже в списке локальных брендов.
В 2021 году Unilever продал российскому производителю кондитерских изделий и снеков КДВ-групп бренды соусов Calve на территории России и СНГ.